# Јурај Крижанић
Јурај Крижанић био је хрватски теолог, филозоф, писац, лингвист, историчар, етнограф, новинар, енциклопедист и пан-слависта из 17. века.

## Биографија
Он заговара јединство католичке и православне цркве и јединство словенских народа. Наставак рада његових сународника и далматинских земљопосједника — Винка Прибојевића; Мавра Орбина; Фрања Главинића и Рафаела Леваковића. Покушава да православном свету наметне идеју Брестовска унија и Ужгородска унија.
У Москву је отишао 1659. године, али је 1661. године оптужен за подршку унијама и послан у егзил у Тоболск, где је провео 16 година. У Тоболску Крижанић ствара своју огромну креативност, укључујући идеју универзалног словенског језика заснованог на најпопуларнијем руском језику. Године 1664. био је у друштву Авакума Петрова.
После смрти цара Алексеја Романова, 5. марта 1676. године, Крижанић је добио краљевско опроштење и дозволу за повратак у Москву, а затим напустио Русију.
Од 1676. године живи у Посполита (Државна заједница Пољске и Литваније) и постаје језуит. Умро је 12. септембра 1683. на врхунцу битке у Бечу, након што се придружио војној кампањи Јана III Собјеског.